# Швейцарія на Чемпіонаті світу з легкої атлетики 2017
Швейцарія на Чемпіонаті світу з легкої атлетики 2017, що проходив з 4 по 13 серпня 2017 року в Лондоні (Велика Британія) була представлена 19 спортсменами.

## Результати

### Чоловіки
Трекові і шосейні дисципліни
| Спортсмен                  | Дисципліна        | Забіги    | Забіги | Півфінал  | Півфінал | Фінал           | Фінал           |
| Спортсмен                  | Дисципліна        | Результат | Місце  | Результат | Місце    | Результат       | Місце           |
| -------------------------- | ----------------- | --------- | ------ | --------- | -------- | --------------- | --------------- |
| Алекс Вілсон               | 100 м             | 10.24     | 23 q   | 10.30     | 21       | Завершив виступ | Завершив виступ |
| Алекс Вілсон               | 200 м             | 20.54     | 21 Q   | 21.22     | 25       | Завершив виступ | Завершив виступ |
| Карім Хуссейн              | 400 м з бар'єрами | 50.12     | 24 q   | 49.13     | 8 Q      | 50.07           | 8               |
| Алехандро Франціско Флорес | Ходьба 50 км      | Н/Д       | Н/Д    | Н/Д       | Н/Д      |                 |                 |

### Жінки
Трекові і шосейні дисципліни
| Спортсмен                                                                                | Дисципліна           | Забіги    | Забіги | Півфінал         | Півфінал         | Фінал            | Фінал            |
| Спортсмен                                                                                | Дисципліна           | Результат | Місце  | Результат        | Місце            | Результат        | Місце            |
| ---------------------------------------------------------------------------------------- | -------------------- | --------- | ------ | ---------------- | ---------------- | ---------------- | ---------------- |
| Муджинга Камбунджі                                                                       | 100 м                | 11.14     | 9 Q    | 11.11            | 10               | Завершила виступ | Завершила виступ |
| Саломе Кора                                                                              | 100 м                | 11.30     | 22 q   | 11.31            | 22               | Завершила виступ | Завершила виступ |
| Сара Атчо                                                                                | 200 м                | 23.09     | 13 Q   |                  |                  |                  |                  |
| Корнелія Хальбіер                                                                        | 200 м                | 23.51     | 27     | Завершила виступ | Завершила виступ | Завершила виступ | Завершила виступ |
| Муджинга Камбунджі                                                                       | 200 м                | 22.86     | 6 Q    |                  |                  |                  |                  |
| Селіна Бюхель                                                                            | 800 м                |           |        |                  |                  |                  |                  |
| Петра Фонтаніве                                                                          | 400 м з бар'єрами    | 56.13     | 16 Q   | 55.79            | 12               | Завершила виступ | Завершила виступ |
| Ясмін Гігер                                                                              | 400 м з бар'єрами    | 57.72     | 36     | Завершила виступ | Завершила виступ | Завершила виступ | Завершила виступ |
| Леа Шпрунгер                                                                             | 400 м з бар'єрами    | 55.14     | 6 Q    | 54.82            | 3 Q              |                  |                  |
| Фаб'єнн Щлумф                                                                            | 3000 м з перешкодами | 9:36.08   | 13     | Н/Д              | Н/Д              | Завершила виступ | Завершила виступ |
| Сара Атчо Саманта Дагрі Айла дель Понте Корнелія Хальбхір Муджинга Камбунджі Саломе Кора | Естафета 4 × 100 м   |           |        | Н/Д              | Н/Д              |                  |                  |
| Лаура Поллі                                                                              | Ходьба 20 км         | Н/Д       | Н/Д    | Н/Д              | Н/Д              |                  |                  |

Технічні дисципліни
| Спортсмен      | Дисципліна         | Кваліфікація | Кваліфікація | Фінал            | Фінал            |
| Спортсмен      | Дисципліна         | Результат    | Місце        | Результат        | Місце            |
| -------------- | ------------------ | ------------ | ------------ | ---------------- | ---------------- |
| Ніколь Бюхлер  | Стрибки з жердиною | 4.55         | 7 q          | 4.45             | 11               |
| Ангеліка Мозер | Стрибки з жердиною | 4.50         | 13           | Завершила виступ | Завершила виступ |

Багатоборство — Семиборство
| Атлет              | Дисципліна | 100б     | СуВ  | ШтЯ   | 200 м | СуД  | МСп   | 800 м   | Сума очок | Місце |
| ------------------ | ---------- | -------- | ---- | ----- | ----- | ---- | ----- | ------- | --------- | ----- |
| Каролін Анью       | Результат  | 13.95    | 1.68 | 13.64 | 24.64 | 6.22 | 43.54 | 2:18.57 | 6001      | 21    |
| Каролін Анью       | Очки       | 985      | 830  | 770   | 920   | 918  | 735   | 843     | 6001      | 21    |
| Геральдін Рукштуль | Результат  | 13.80 PB | 1.80 | 13.36 | 24.84 | 5.82 | 52.15 | 2:14.85 | 6230      | 11    |
| Геральдін Рукштуль | Очки       | 1007     | 978  | 751   | 902   | 795  | 902   | 895     | 6230      | 11    |